# Провулок Стасова (Київ)
Прову́лок Стасова — зниклий провулок, що існував у Жовтневому районі (нині — територія Солом'янського району) міста Києва, місцевість Шулявка. Пролягав від Борщагівської вулиці до тупика.

## Історія
Провулок виник у середині XX століття під назвою Нова вулиця. Назву провулок Стасова набув 1955 року, на честь російського музичного критика Володимира Стасова. Ліквідований 1977 року у зв'язку зі знесенням старої забудови та розширенням Борщагівської вулиці під час підготовки до прокладання швидкісного трамвая.